# Rufus Does Judy at Carnegie Hall
Rufus Does Judy at Carnegie Hall è il sesto album (e primo album live) del cantante Rufus Wainwright, pubblicato dalla Geffen Records nel dicembre 2007. L'album consiste in una registrazione live del suo concerto tributo del 14-15 giugno 2006, alla cantante e attrice statunitense Judy Garland.

## Tracce
CD 1
1. Overture: The Trolley Song / Over the Rainbow / The Man That Got Away (Ralph Blane, Hugh Martin) / (Harold Arlen, Yip Harburg) / (Arlen, Ira Gershwin) – 4:15
2. When You're Smiling (The Whole World Smiles With You) (Mark Fisher, Joe Goodwin, Larry Shay) – 3:44*
3. Medley: Almost Like Being in Love / This Can't Be Love (Alan Jay Lerner, Frederick Loewe) / (Richard Rodgers, Lorenz Hart) – 6:10
4. Do It Again (George Gershwin, Buddy DeSylva) – 5:15
5. You Go to My Head (J. Fred Coots, Haven Gillespie) – 2:40
6. Alone Together (Howard Dietz, Arthur Schwartz) – 3:21
7. Who Cares? (As Long as You Care for Me) (G. Gershwin, I. Gershwin) – 2:08
8. Puttin' on the Ritz (Irving Berlin) – 1:56
9. How Long Has This Been Going On? (G. Gershwin, I. Gershwin) – 5:46
10. Just You, Just Me (Jesse Greer, Raymond Klages) – 2:03
11. The Man That Got Away (Arlen, I. Gershwin) – 4:59
12. San Francisco (Walter Jurmann, Gus Kahn, Bronislaw Kaper) – 4:53

CD 2
1. That's Entertainment! (Dietz, Schwartz) – 2:27
2. I Can't Give You Anything But Love (Dorothy Fields, Jimmy McHugh) – 8:11
3. Come Rain or Come Shine (Arlen, Johnny Mercer) – 3:56
4. You're Nearer (Rodgers, Hart) – 1:58
5. A Foggy Day (G. Gershwin, I. Gershwin) – 2:55
6. If Love Were All (Noel Coward) – 2:33
7. Zing! Went the Strings of My Heart – (J. F. Hanely) – 3:48
8. Stormy Weather (Arlen, Ted Koehler) – 6:45 (performed by Martha Wainwright)
9. Medley: You Made Me Love You / For Me and My Gal / The Trolley Song (Joseph McCarthy, James V. Monaco, Roger Edens) / (George W. Meyer, Edgar Leslie, E. Ray Goetz) / (Blane, Martin) – 4:37
10. Rock-a-Bye Your Baby with a Dixie Melody (Sam M. Lewis, Fred Schwartz, Joe Young) – 5:45
11. Over the Rainbow (Arlen, Harburg) – 4:47 (featuring Kate McGarrigle)
12. Swanee (Irving Caesar, G. Gershwin) – 1:54
13. After You've Gone (Henry Creamer, Turner Layton) – 2:57 (featuring Lorna Luft)
14. Chicago (Fred Fisher) – 4:30

Traccia bonus
- Get Happy (Arlen, Koehler) – 3:12 (versione UK e US su iTunes)

## Classifiche
| Classifica (2007)              | Posizione raggiunta |
| ------------------------------ | ------------------- |
| Belgian Albums Chart (Fiandre) | 84                  |
| Netherlands Albums Chart       | 88                  |
| U.S. Billboard 200             | 171                 |